# 弟子の足を洗うキリスト (ティントレット)
『弟子の足を洗うキリスト』（でしのあしをあらうキリスト、伊: La lavanda dei piedi, 英: Christ Washing the Disciples' Feet）は、イタリアのルネサンス期ヴェネツィア派の巨匠ティントレットによる絵画である。画家が好んだ主題であり、知られているバージョンが少なくとも6点存在している。この場面はイエス・キリストが最後の晩餐の前に弟子たちの足を洗ったという『新約聖書』「ヨハネによる福音書」13章の一節に由来する。この一節を描くには様々なポーズや動きを示す多くの登場人物からなる複雑な図像が要求されるが、その多様性にあふれる挑戦的主題にティントレットは魅惑されたのである。絵画はヴェネツィアの様々な教会から委嘱されたが、6点の絵画のうち4点がイタリアから流失した。

## プラド版とシプリー版

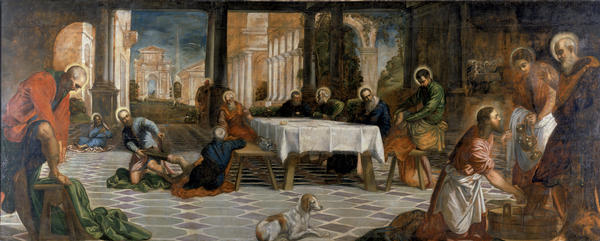
シプリー・アート・ギャラリー版

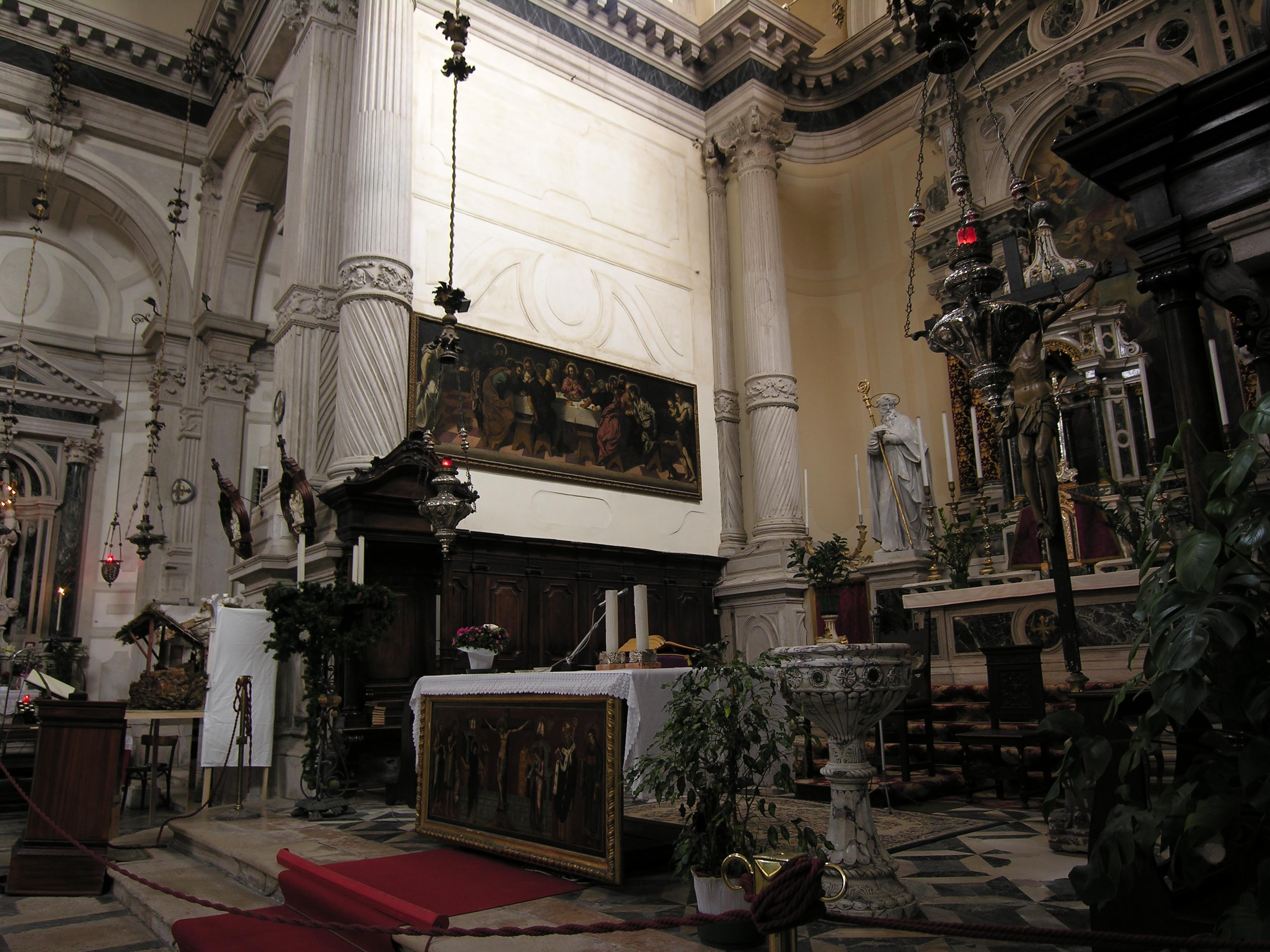
ヴェネツィアのサン・マルクオーラ教会の祭壇左側にあるティントレットの『最後の晩餐』。『弟子の足を洗うキリスト』の意図された場所は、現在カルロ・リドルフィの複製がある右側であった。

絵画は、ヴェネツィアのサン・マルクオーラ教会のために1548-1549年に制作された。サン・マルクオーラ教会は現在でも飾られているティントレットの『最後の晩餐』の対作品として、『弟子の足を洗うキリスト』を依頼した。キリストと聖ペテロは画像の右端におり、通例、キリストが絵画の中心に配置されることを考えると、珍しい配置になる。これは、絵画が祭壇の右側という、本来置かれていた教会内の位置によって説明することができる。絵画を横から見ると、床石による遠近法と弟子たちのイエスへの視線が、絵画の中心人物としてのイエスの地位を強調することになるのである。左端にはイスカリオテのユダがいる。ユダは真っ赤な服を着て、他の人物からはっきりと孤立している。画面の中央では、残りの弟子たちは夕食の場所であるテーブルの周囲に集っている。ストッキングを引き下げようとする姿は、なんとなく滑稽な感じで描かれている。背景には、最後の晩餐が開かれる部屋に通じる開口部がイエスの頭上にある。左の開口部は、精巧で幻想的な様式の建物を見せている。建築は、セバスティアーノ・セルリオの設計に密接に基づいている。
カルロ・リドルフィによって証明されたように、絵画は17世紀の半ばまでにサン・マルクオーラ教会を離れた。その代替として、リドルフィ自身が描いた本作品の複製が現在サン・マルクオーラ教会に残っている。本来の作品のその後の来歴は分かっていないが、おそらくイングランドのチャールズ1世のコレクション中に記録されている作品である。清教徒革命により、チャールズ1世が処刑されるとコレクションの多くは分散してしまった。現在、プラド美術館にあるティントレットの作品は、1654年に宰相ルイス・メンデス・デ・アロによって購入されたものである。ルイス・メンデス・デ・アロはスペイン国王フェリペ4世に作品を贈与し、最終的に王室コレクションの他の絵画とともにプラド美術館に入った。
シプリー・アート・ギャラリーには、プラド美術館の絵画と全体的な構図は同じものの、多くの点で細部の異なる別のバージョンが所蔵されている。これら二点に関して、実際にどの程度ティントレットが制作したのか、そしてどの程度工房の助手が制作したのかについて学者たちの間に議論が存在する。実際にはシプリー・アート・ギャラリーがオリジナルを所有している可能性を示唆する証拠もある。

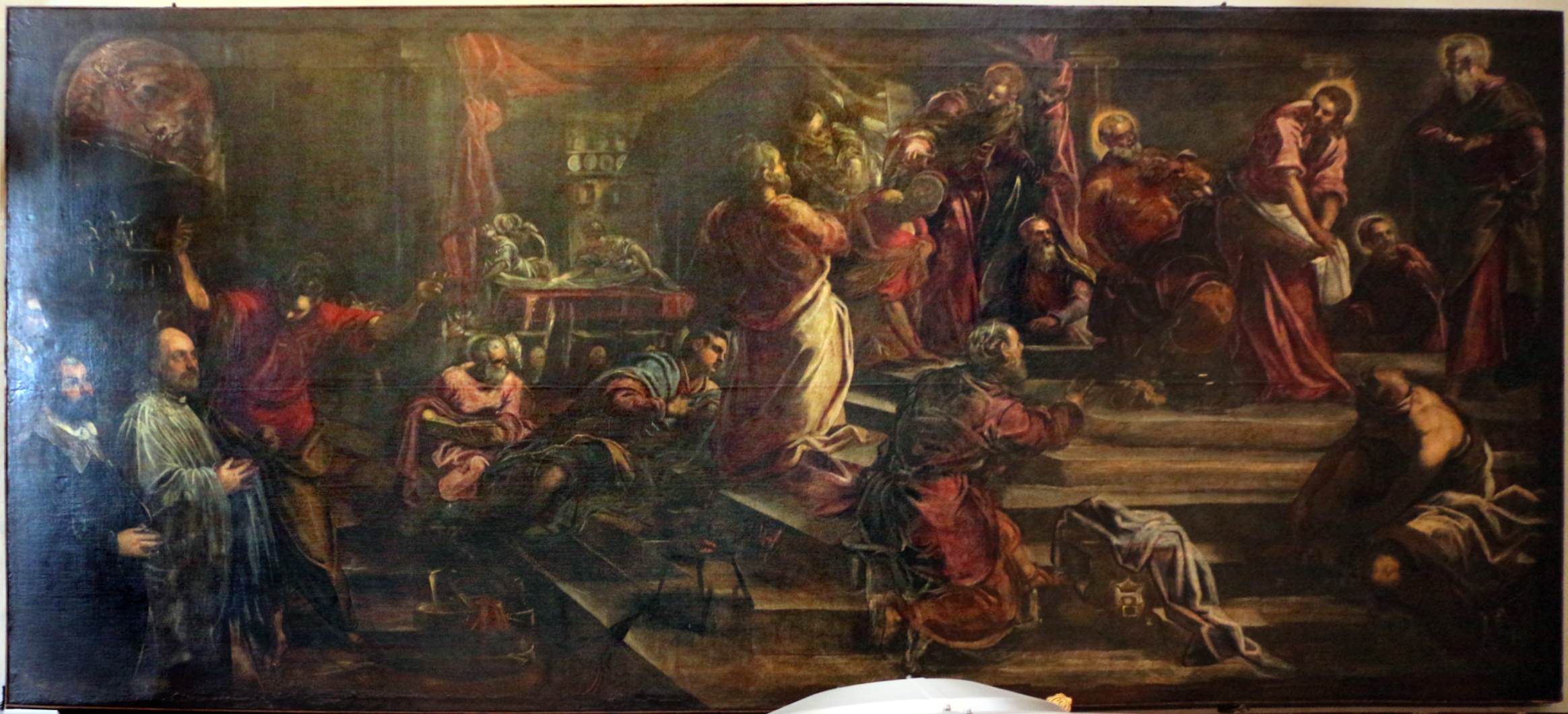
サン・モイゼ教会、ヴェネツィア、1580年ごろ、333cm (10.9フィート) × 230.5cm (90.7インチ)

現在、シプリーのバージョンはサン・マルクオーラ教会にあったオリジナルの絵画であると考えられている。絵画は1648年までに教会から移転させられたが、次に絵画が記録に現れるのは、1814年6月2日にロンドンのフィリップスで競売にかけられたときのことである。競売にかけたのは、ロンドンからパリに戻って暮らしていたフランスの画商兼起業家であるアレクシス・ドゥラアントであった。作品は43番目の競売作品としてロンドンのデヴォンシャー・プレイスの H・ベアリングに売却され、さらに翌日、ノーサンバーランドにあるブラグドンのマシュー・ホワイト・リドリー卿に売却された。この絵画はその後、ニューキャッスル・アポン・タインの聖ニコラス教会（現在は同大聖堂）に寄贈され、1818年7月にそこに掛けられた。 1976年にティントレットの作品の専門家であるロドルフォ・パルチーニによって真作と鑑定された後、この作品は洗浄と修復のためにロンドンに送られた。そして、1980年にタイン・ウェア地域アーカイブ博物館（Tyne & Wear Archives & Museums）に貸与され、シプリー・アート・ギャラリーに展示された。1982年にはロンドンのロイヤル・アカデミーで開催された大規模な展覧会「ヴェネツィアの天才」で展示された。
貸与されていた絵画は、1986年にニューキャッスルの聖ニコラス大聖堂教会からタイン・ウェア地域アーカイブ博物館のために購入された。 その際、国家美術収集基金（National Art Collections Fund）、国家遺産記念碑基金（National Heritage Memorial Fund）、V&A/MGC 購入許可基金（V&A/MGC Purchase Grant Fund）、巡礼信託（Pilgrim Trust）、ジェームズ・ノット卿信託（Sir James Knott Trust）から資金援助が提供された。
イタリア・ルネサンス、フランス印象派、英国美術を主な研究対象とする美術史家クリストファー・ロイドは、著書『傑作を求めて：美術愛好家のための英国とアイルランド・ガイド』でシプリー版『弟子の足を洗うキリスト』について解説している。この作品はヴェネツィアのサン・マルクオーラ教会内陣の右側を飾っており、左側の『最後の晩餐』とバランスを取っていた。『最後の晩餐』は現在も教会に残留しているが、『弟子の足を洗うキリスト』は何らかの理由で、おそらく17世紀にはすでに教会を離れたようである。18世紀には画家のジョシュア・レノルズ卿が所有していた可能性がある。すでに述べたように1814年にロンドンでマシュー・ホワイト・リドリー卿に売却され、4年後にニューキャッスル・アポン・タインのセント・ニコラス教会に寄贈された。シプリー・アート・ギャラリーは1987年に絵画を購入し、英国で最も優れたヴェネツィア派絵画のうちの一点をコレクションに加えた。

## トロント版

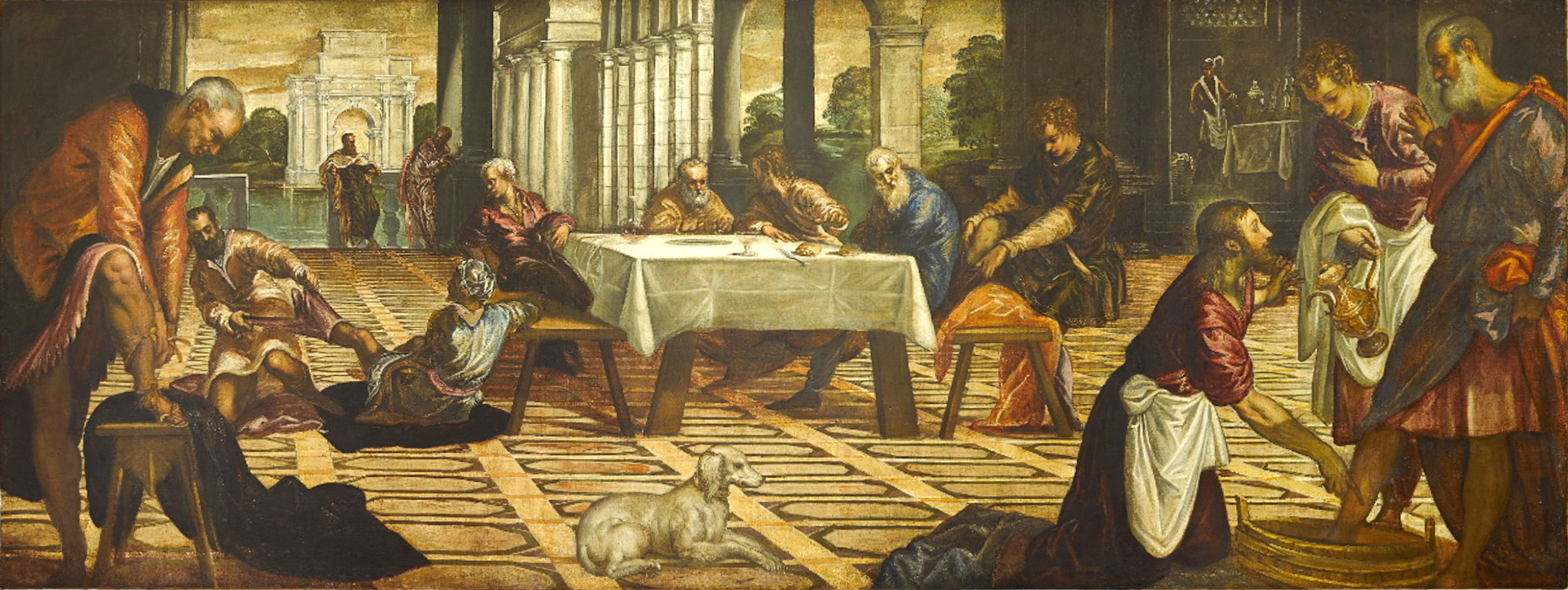
オンタリオ美術館、1545-55年、154.9 x 407.7 cm

公共の場所にある著名な作品の複製を、個人収集家が求めることはかつては普通のことであった。そのためトロントにも『弟子の足を洗うキリスト』の別バージョンがある。このバージョンはアイルランドの貴族、ファーナム男爵のコレクションにあったが、1959年に美術史家アンソニー・ブラントの仲介によりオンタリオ美術館に貸与された。美術館が作品を永久に獲得するための価格は100,000ドルとされ、大規模な資金調達プロジェクトが始まった。この価格は絵画1インチあたり約10ドルとなり、美術館の展示室には1インチの白い正方形で覆われた絵画の複製が展示された。10ドルの寄付がなされるたびに、正方形の1つが取り除かれることとなった。学校、教会、その他の人々により、資金は一年足らずで集められ、絵画は美術館のコレクションの一部として永久に取得された。

## ナショナル・ギャラリー版

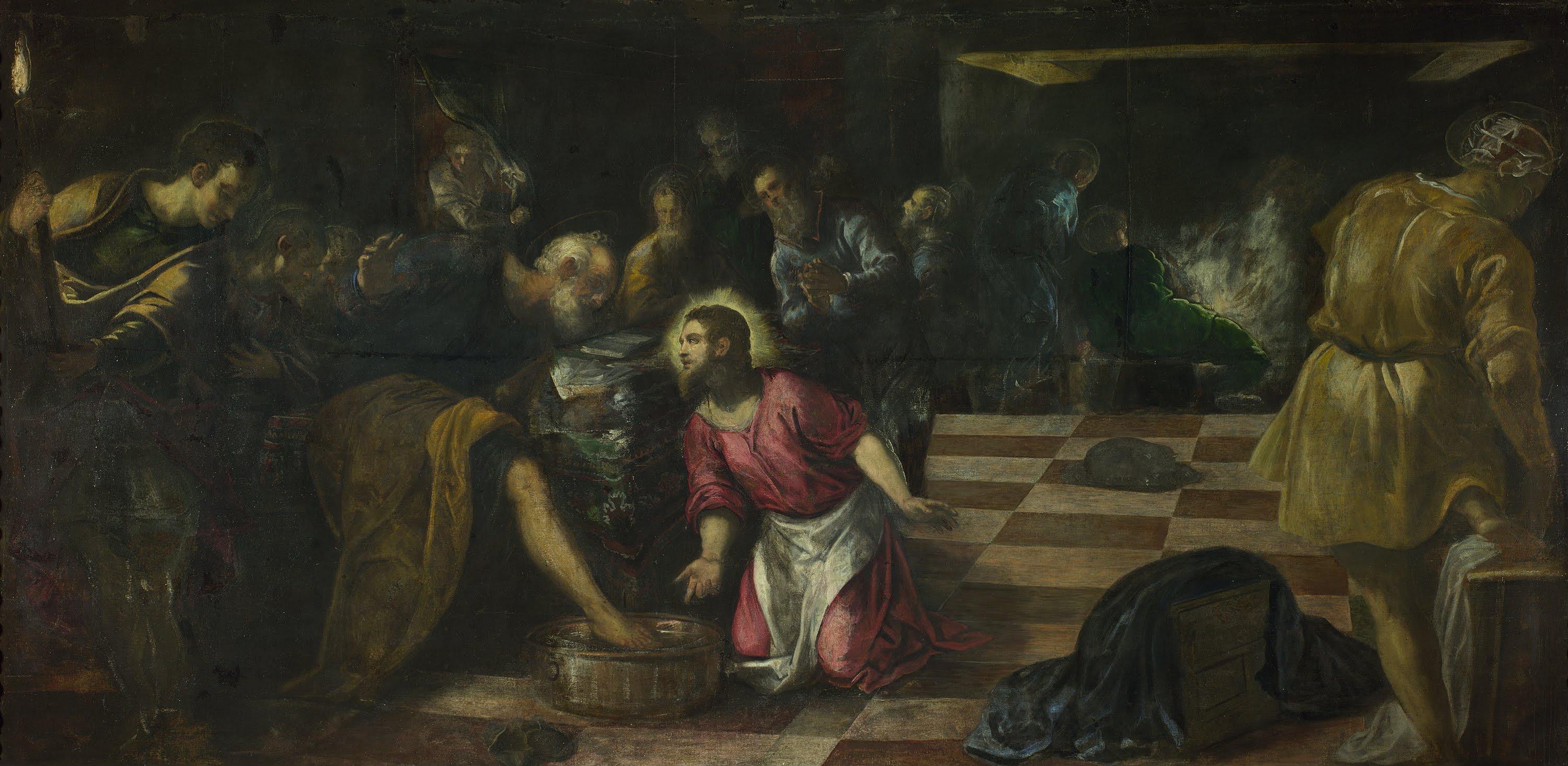
ナショナル・ギャラリー (ロンドン)、1575–1580年

より遅い時期の、非常に異なる場面を描いた『弟子の足を洗うキリス』が、ロンドンのナショナル・ギャラリーに所蔵されている。作品は1575年から1580年ごろのものである。サン・トロヴァーソ教会のために依頼されたこの絵画も『最後の晩餐』と対になっていた。場面はサン・マルクオーラ教会のバージョンよりもずっと小さな部屋に設定され、はるかに親密な図像となっている。キリストは画面の中央におり、他の弟子たちが集まっているところで、やはり聖ペテロの足を洗っている。

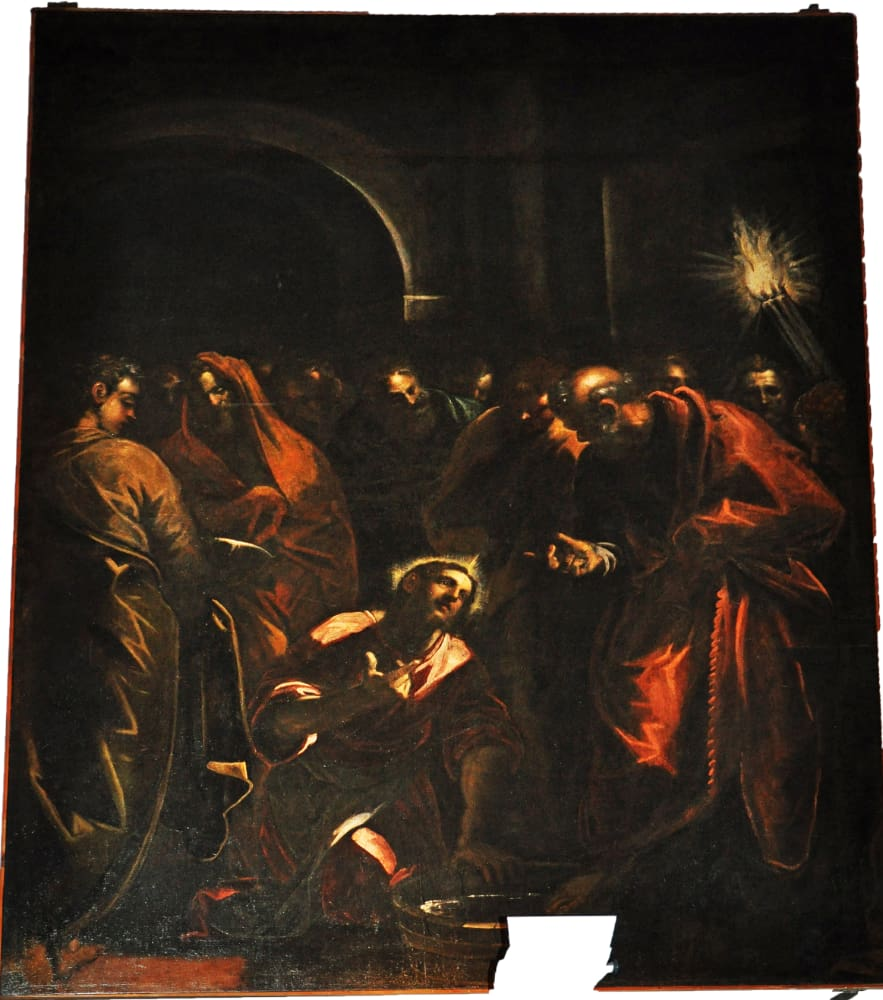
ヴェネツィア、サント・ステファノ教会

絵画は1979年直前にナショナル・ギャラリーで徹底的な洗浄と修復がなされた。科学者たちはティントレットが使用した絵画と画材の技術的側面も調査した。主な顔料は、ウルトラマリン、深紅 (ケルム、アカネ、ラック)、孔雀石、藍銅鉱である。ティントレットは、希少な硫化ヒ素顔料である鶏冠石とオーピメントも使用している。顔料図示分析はカラーレックス（ColourLex）で見ることができる。
作品は1797年ごろに英国の収集家が購入するまでサン・トロヴァーソ教会に残っていたが、最終的にハミルトン公爵の所有となり、ハミルトン宮殿に掛けられた。1882年にコレクションの大部分が売却され、『弟子の足を洗うキリスト』はロンドンのナショナル・ギャラリーによって購入された。

## サント・ステファノ版とサン・モイゼ版
ティントレットが制作した、さらに二点の『弟子の足を洗うキリスト』が、発注したヴェネツィアの教会に現存している。どちらもティントレットの後半生の作品である。一点はサント・ステファノ教会に、もう一点はサン・モイゼ教会に残されている。